# Хоја Бачу (шума)
Шума Хоја Бачу (рум. Hoia Baciu) је шума која се налази на северозападном делу Румуније, у пределу Трансилваније. Шума је близу града Клуж Напока и део је секције Етнографског музеја Трансилваније на отвореном. 

## Географија
Шума покрива површину од око 3 километра квадратна. Њена јужна граница се налази у правцу исток-запад на врховима брда које обавија долину реке Мали Сомешул (рум.Râul Someșul Mic) и не садржи јужну стрму падину брда. На северу, шума се завршава на глађој површини падине, која се сусреће са реком Надаш (рум. Nadăș, Someș). Источни део шуме се граничи са долином Турски Рез, вештачком долином која дели падину од севера до југа. Западни део шуме сеже до североисточне падине Долине Пужа (рум. Dealului Melurilor), док се на јужном крају простире долина Бонгар(рум.Valea Bongar). Део североисточног краја шуме граничи се са Дугом Долином (рум.Valea Lungă), која пролази кроз еоценски кречњак и формира Кључеве Бачуа (рум. Cheile Baciului), долину са асиметричним падинама. Мало природно језеро се такође налази у близини Кључева Бачуа (рум. Cheile Baciului), као и неколико извора питке воде на северној ивици шуме, у Дугој Долини (рум. Valea Lungă).

## Биодиверзитет

### Флора
Шума Хоја је мешовита шума храста, перунике, граба, лешника, багрема, храст медунац, црног и белог бора, липе, јавора, дивље јабуке и дивље крушке. Такође су заступљене и зељасте биљке попут жалфије, карпатски праскоч, лепо ковиље, љубичице и кошутац.

### Фауна
У шуми Бачу живе дивље копнене животиње попут: пољских мишева, лисица, веверица, гуштера, дивљих свиња и мачака, зечева; али и летећих попут слепих мишева, гаврана, сова, сојки и чапљи.

### Конзервација
Површина од 12 хектара у шуми Хоја Бачу, прекривена храстом медунца, је заштићено подручје од стране Еколошке мреже „Natura 2000”. Упркос томе, ово подручје је често на мети илегалног крчења шума.

## Археолошка открића
Најстарије неолитско насеље у Румунији, за које се верује да је настало 6500. п. н. е., које је припадало култури Старчево-Караново-Криш  (рум. Starčevo–Körös–Criș), откривено је на северу Дуге Долине недавно. У близини града Клужа и на ободима шуме Хоја, нађени су остаци цивилизације која је на том подручју живела око 2000. године п. н. е.

## Легенда и популарност
Према легенди, шума Хоја постала је позната због своје повезаности са паранормалним активностима. Током 1950-их година биолог Александру Сифт је тврдио да је фотографисао неколико чудних магловитих облика. Фотографије никада нису објављене. Касније је хемичар Адриан Патруц објавио неколико материјала о појави паранормалних појава у шуми које је повезао са неком врстом психичких подсвесних пројекција. Патруцово истраживање је по својој природи било псеудонаучно, и незасновано на конкретним запажањима или податцима. 
Шума је постала позната широм света када је 1968. војни техничар Емил Барна фотографисао оно за шта је тврдио да су НЛО на Округлој Пољани(рум. Poiana Rotundă), у западном делу шуме. Од тада, проширило се неколико различитих прича о догађајима везаним за шуму Хоја, као легенда о несталој девојци у шуми која се након 5 година мистериозно појавила на истом месту без икаквог сећања или знања о њеном нестанку и том периоду.
Друга прича говори о постојању геомагнетних аномалија које су одговорне за изненадно искључење електронских уређаја и за разне негативне психолошке ефекте које би претрпели људи током боравка у шуми. Међутим, доказа о валидности појава и прича које круже о шуми нема.